# Harold Wood
Harold Wood est une zone anglaise située à l'est de Londres, dans le borough londonien de Havering.